# Édouard Ducpétiaux
Édouard Antoine Ducpétiaux (Bruxelles, 29 giugno 1804 – Bruxelles, 21 luglio 1868) è stato un giornalista belga.
Fu anche un riformatore del sistema penitenziario belga, nel quadro del suo più ampio interesse per le politiche sociali.

## Biografia
I Ducpétiaux erano valloni, originari dell'Hainaut. Il padre era commerciante di merletti, rinomato perché Napoleone aveva acquistato da lui dei merletti per l'imperatrice Maria Luisa. Avvocato, Ducpétiaux fece un primo matrimonio nel 1833. Divorziò dalla giovane moglie nel 1837 e cinque anni dopo, nel 1842, sposò in seconde nozze Pauline Marie Delehaye, figlia di un direttore onorario della Banca di Lille.
Frequentò le università di Liegi, Leyda e Gand, laureandosi in diritto nel 1827. Nello stesso anno - ferveva il dibattito pubblico sulla riforma del codice penale belga - pubblicò alcuni scritti contro la pena di morte, che gli costarono, l'anno successivo, un processo a fronte del quale Ducpétiaux si appellò alla Camera bassa del Parlamento dicendosi perseguitato per le proprie opinioni; sostenuto anche da alcuni parlamentari ne uscì prosciolto. Ducpétiaux tuttavia, che era all'epoca redattore del Courrier des Pays-Bas,  giornale liberale che usciva a Bruxelles ed era la voce principale dell'opposizione a Guglielmo I dei Paesi Bassi, in questa veste finì in prigione per un anno, in ottobre, accusato di "aver diffuso notizie tendenti a turbare i pacifici cittadini, aver cercato con i  propri scritti di seminare sfiducia contro il governo di Sua Maestà, divisione nel popolo, aver turbato l'ordine pubblico nel regno, aver offeso e ingiuriato  alti funzionari dello Stato.". Dal carcere però continuò a scrivere per il suo giornale.

## Durante la rivoluzione belga

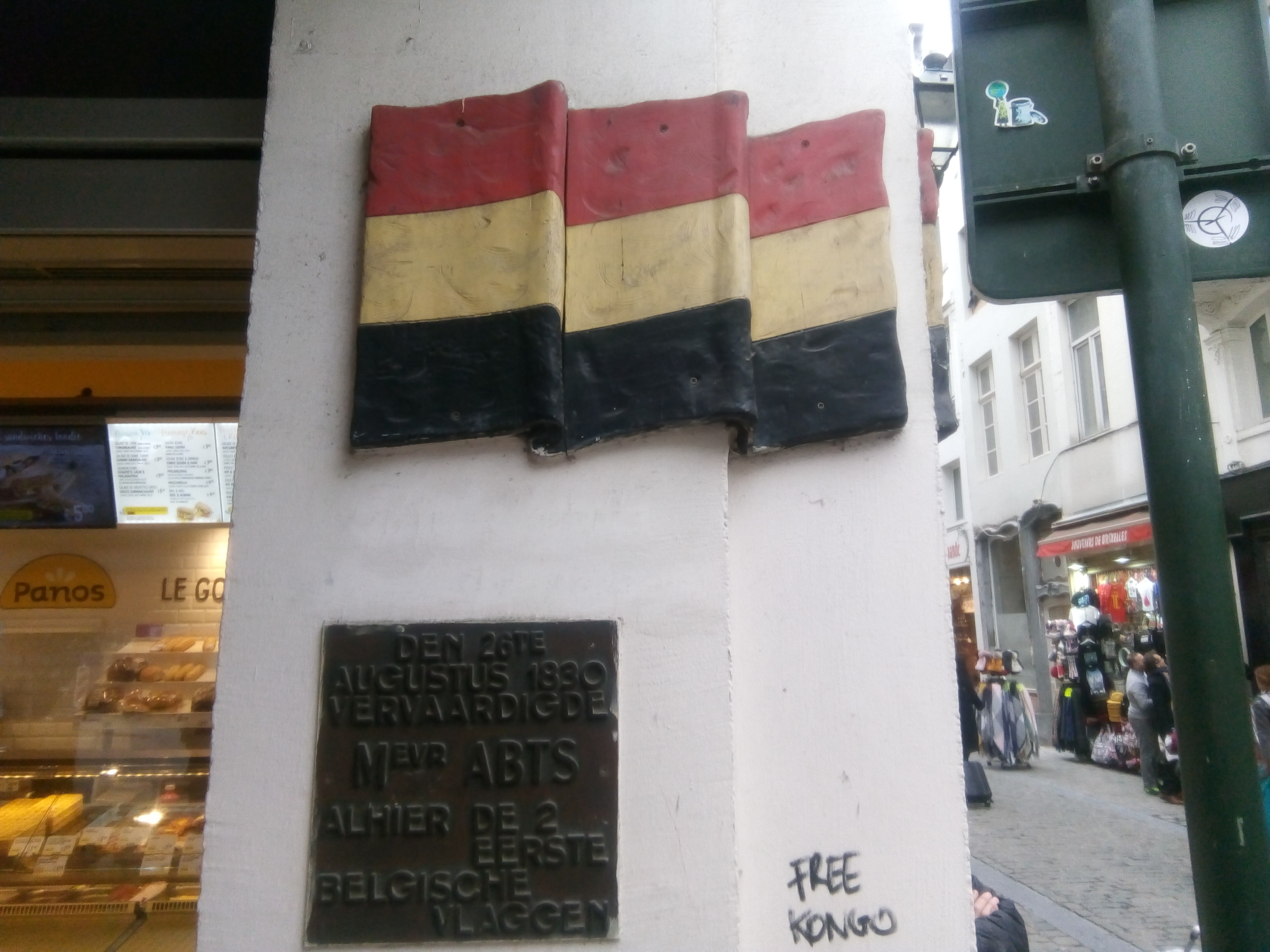
Questo è il memoriale sulla facciata della casa all'angolo tra Grasmarkt e Heuvelstraat. Commemora il luogo in cui furono realizzate le prime bandiere belghe dalla sarta Marie Abts.

Il 25 agosto 1830 iniziava la Rivoluzione belga. Lucien Jottrand, avvocato e allora redattore (poi direttore) del Courrier, lo incaricò di sostituire le bandiere francesi che sventolavano un po' dappertutto a Bruxelles con i colori della bandiera degli Stati Belgi Uniti che era stata  brevemente innalzata contro la monarchia asburgica dell'imperatore Giuseppe II nel 1790. 
Ducpétiaux incaricò della realizzazione la sarta Marie Abts e queste furono le prime due bandiere belghe che sventolarono sul municipio di Bruxelles.
In settembre partecipò al mantenimento dell'ordine in qualità di tenente della Milizia borghese. Il principe Federico annunciò che avrebbe marciato su Bruxelles e respinto con le armi ogni resistenza. Gli Stati generali dei Paesi Bassi furono convocati in sessione straordinaria per affrontare la questione e Ducpétiaux fu incaricato di portare al quartier generale del principe a Vilvoorde il documento prodotto. Lì per lì fu arrestato e trasferito alla cittadella di Anversa dove una commissione militare lo condannò a morte; dopo varie trattative il giornalista fu rilasciato (dal principe d'Orange, futuro Guglielmo II). Partecipò in seguito alla presa di Anversa e non essendo riuscito a farsi eleggere, in novembre, al Congresso nazionale, passò dalla politica militante a studi sociali e alla filantropia.

## Attività istituzionale e saggistica
Il 29 novembre 1830 il governo provvisorio lo  nominò ispettore generale delle prigioni e degli istituti di beneficenza, incarico che tenne per più di trent'anni, fino al 1861. Fin dal 1832, inoltre, Ducpétiaux aveva presentato al governo un disegno di legge per la riforma dei manicomi, e dal 1841 fece parte della commissione governativa istituita per il miglioramento delle condizioni degli alienati in Belgio.
In materia penitenziaria, Ducpétiaux pensava che il carcere dovesse "rigenerare" i detenuti, e che questa rigenerazione passasse attraverso l'espiazione, l'emendamento, l'organizzazione del lavoro, l'educazione, l'insegnamento religioso di base, la formazione professionale, e infine l'isolamento continuo dei prigionieri. Riteneva infatti che l'isolamento in celle singole fosse la condizione più rispondente al triplice obiettivo della pena (repressione, prevenzione ed emendamento) e che potesse sostituire efficacemente la pena di morte. 
Ad integrazione del regime carcerario vedeva poi uno strumento di reinserimento sociale nella protezione accordata da persone influenti ("patronnage").
L'impegno di Ducpétiaux in questo campo produsse anche risultati concreti: la prigione di Lovanio, inaugurata nel 1860, fu considerata un modello di questa tipologia; lo stesso può dirsi per i riformatori istituiti a Ruiselede per i ragazzi, a Beernem per le ragazze e a Wingene per allievi mozzi di marina: si trattava sostanzialmente di colonie penali finalizzate a sottrarre i detenuti più giovani all'influenza dei più anziani e ad insegnar loro un mestiere.
Nel 1843 Ducpétiaux pubblicò il saggio "De la condition physique et morale des jeunes ouvriers et des moyens de l'améliorer" (Sulla condizione fisica e morale dei giovani operai e i mezzi per migliorarla), dove sosteneva che lo Stato, in quanto rappresentante dell'insieme della società, deve impegnarsi nel miglioramento delle condizioni di vita della classe operaia e non lasciare questa missione unicamente alla buona volontà del padronato. In particolare vi si anticipava l'istituzione della scuola dell'obbligo fino a 15 anni sia per i ragazzi che per le ragazze, il divieto di lavoro minorile fino a 10 anni, l'adozione di orari ridotti per i ragazzi più grandi e la creazione del servizio pubblico di ispettorato del lavoro. 
Nel 1841 Ducpétiaux divenne membro della Commissione centrale di statistica creata dal governo, nel cui bollettino pubblicò numerosi articoli. In questo campo pubblicò nel 1855 i risultati della prima ricerca statistica sui bilanci familiari.
Nel 1865 fondò a Bruxelles la Revue générale, la più antica rivista belga, che esce tuttora .
Morì nella sua casa di Bruxelles il 21 luglio 1868. A Saint-Gilles gli è stata intitolata una via, quella appunto dove si trova la prigione di Bruxelles.
Fu massone, membro della loggia "Les Vrais Amis de l'union et du progrès réunis".